# Австрійська хокейна ліга 2025—2026
Австрійська хокейна ліга 2025—2026 — у чемпіонаті беруть участь тринадцять клубів. Регулярний сезон стартує 12 вересня 2025 року.

## Команди
| Команда                | Країна   | Місто         | Арена                       | Місткість |
| ---------------------- | -------- | ------------- | --------------------------- | --------- |
| «Відень Кепіталс»      | Австрія  | Відень        | Ерсте Банк Арена            | 7 000     |
| «Філлах»               | Австрія  | Філлах        | Штадгалле Філлах            | 4 500     |
| «Ред Булл»             | Австрія  | Зальцбург     | Ейсарена Зальцбург          | 3 500     |
| «Піонеерс Форарльберг» | Австрія  | Фельдкірх     | Форарльберггалле            | 5 200     |
| «Лінц»                 | Австрія  | Лінц          | Донаугалле                  | 4 865     |
| «Грац 99-ерс»          | Австрія  | Грац          | Айсштадіон Грац Лібенау     | 4 050     |
| «Клагенфурт»           | Австрія  | Клагенфурт    | Штадтгалле Клагенфурт       | 5 088     |
| ТВК «Інсбрук»          | Австрія  | Інсбрук       | Olympiaworl                 | 8 000     |
| «Больцано»             | Італія   | Больцано      | Палаонда                    | 7 200     |
| «Пустерталь»           | Італія   | Бруніко       | Райнцстадіон                | 2 050     |
| «Олімпія» (Любляна)    | Словенія | Любляна       | Тіволі Галл                 | 4 000     |
| Фегервар АВ19          | Угорщина | Секешфегервар | Льодовий палац Габора Очкаї | 3 500     |
| «Ференцварош»          | Угорщина | Будапешт      | Тюскечарнок                 | 2 540     |